# バングラデシュ空軍
バングラデシュ空軍（バングラデシュくうぐん、ベンガル語: বাংলাদেশ বিমান বাহিনী、英語: Bangladesh Air Force、略称：BAF）は、バングラデシュ人民共和国の空軍組織。バングラデシュ領土の防空、全土への戦術的・戦略的航空輸送、バングラデシュ陸軍、バングラデシュ海軍の航空支援等を任務とする。

## 歴史
バングラデシュ独立戦争中の1971年9月28日、インドのナガランド州ディマプルにおいて、A・K・カンデカー少将指揮の下、空軍から離反したベンガル人パイロット7名と整備兵58名で構成されるムクティ・バヒニの航空部隊が発足し、航空機はインドからDC-3輸送機1機、DHC-3輸送機1機、SA 316汎用ヘリコプター1機が供与された。ディマプルには第二次世界大戦中に建設された約1,525メートルの滑走路を有する飛行場が密林の中に残されており、航空部隊の拠点として利用された。航空部隊は「キロフライト」と呼ばれ、DHC-3輸送機とSA 316汎用ヘリコプターには対地攻撃用のロケット弾ポッドや機関銃などの武装が施された。12月3日、DHC-3輸送機はチッタゴン空港を空爆し、石油タンクを破壊する戦果を上げた。
1971年12月16日のパキスタン軍降伏後、東パキスタンがバングラデシュとして独立し、バングラデシュ空軍としては1972年4月6日から活動を開始、11月から12月にかけてソビエト連邦からの支援で多数の航空機が導入された。ソビエト連邦から導入した航空機は、MiG-21MF戦闘機10機、MiG-21UM練習機2機、Mi-8輸送ヘリコプター12機などで、中華人民共和国からも供給を受けた。
1972年7月2日のインド・パキスタン両政府による和平協定（シムラー協定）締結後、1973年に約2,000人の空軍将兵がバングラデシュに帰国したことでバングラデシュ空軍は拡大したが、1977年9月28日に日本赤軍が起こしたダッカ日航機ハイジャック事件の際に空軍将兵の反乱が発生、多数の将兵が逮捕され、軍事法廷で有罪判決を受けた後、561名が絞首刑となった。
バングラデシュとパキスタンの関係は、ジアウル・ラフマンとフセイン・モハンマド・エルシャド政権下で防衛協力体制の改善が図られ、特にインドの影響力拡大への懸念から、1980年代後半にパキスタンからF-6戦闘機の供与を受けている。1999年にはシェイク・ハシナ首相の下でロシア連邦からMiG-29戦闘機8機を購入している。
2020年11月25日には、バングラデシュ空軍初となる女性パイロット64名が訓練学校を卒業した。

## 組織
バングラデシュ空軍は、首都ダッカのシャージャラル国際空港と南東部のチッタゴンにあるシャーアマーナト国際空港に主要飛行隊を配置している。部隊は飛行隊を基本単位とし、飛行隊の下に分遣隊が編成される場合もある。
- 第1飛行隊"The Pioneers"（No.1 Sqn シャーアマーナト国際空港） - Mi-17/-171Sh、ベル 212、AW139
- 第3飛行隊"Unicorns"（No.2 Sqn シャーアマーナト国際空港） - An-32B
- 第5飛行隊"Supersonics"（No.5 Sqn シャージャラル国際空港） - F-7BGI/BG
- 第8飛行隊"Vigilance Valor Victory"（No.8 Sqn シャージャラル国際空港） - MiG-29BM/UB
- 第9飛行隊（No.9 Sqn テジガオン空港（英語版）） - ベル 212
- 第11飛行隊（No.11 Sqn ジョソール空港（英語版）） - PT-6
- 第15飛行隊（No.15 Sqn ジョソール空港） - K-8W
- 第18飛行隊（No.18 Sqn ジョソール空港） - ベル 206L、AW119KX
- 第21飛行隊"The Avengers"（No.21 Sqn シャーアマーナト国際空港） - Yak-130
- 第25飛行隊"Trendsetters"（No.25 Sqn シャーアマーナト国際空港） - L-39ZA、FT-7
- 第31飛行隊"Beyond the call of duty"（No.31 Sqn テジガオン空港） - Mi-17/-171Sh
- 第35飛行隊"Thunder Cat"（No.35 Sqn シャージャラル国際空港） - F-7BGI/BG
- 第101飛行隊"Excellence & Beyond"（No.101 Sqn テジガオン空港） - C-130B、C-130J、Mi-17/-171Sh
- 第103飛行隊（No.103 Sqn テジガオン空港） - L-410
- 第105飛行隊"Trident"（No.105 Sqn シャーアマーナト国際空港） - Yak-130
- 飛行訓練学校（ボグラ空港（英語版）） - PT-6

## 装備

### フォースゴール 2030
バングラデシュ空軍では、軍近代化計画である「フォースゴール 2030」に基づき保有航空機の更新を進めており、2010年以降、固定翼機ではF-7BGI/BG戦闘機16機、Yak-130高等練習機16機、C-130J輸送機2機、K-8W練習機8機、L-410輸送機3機、PT-6練習機23機が導入され、マルチロール戦闘機16機の調達計画が進行中である。回転翼機ではMi-171Sh輸送ヘリコプター21機、AW139捜索救難ヘリコプター4機、AW119KX練習ヘリコプター2機が導入され、攻撃ヘリコプター8機の調達計画が進行中である。

### 固定翼機
| 名称        | 画像 | 製造国         | 種別   | 現用数 | 備考               |
| ----------- | ---- | -------------- | ------ | ------ | ------------------ |
| F-7BGI/BG   |      | 中華人民共和国 | 戦闘機 | 36     |                    |
| MiG-29BM/UB |      | ソビエト連邦   | 戦闘機 | 8      |                    |
| L-410       |      | チェコ         | 輸送機 | 3      |                    |
| An-32B      |      | ソビエト連邦   | 輸送機 | 3      |                    |
| C-130B      |      | アメリカ合衆国 | 輸送機 | 4      |                    |
| C-130J      |      | アメリカ合衆国 | 輸送機 | 3      | イギリス空軍中古機 |
| PT-6        |      | 中華人民共和国 | 練習機 | 22     |                    |
| L-39ZA      |      | チェコ         | 練習機 | 7      |                    |
| K-8W        |      | 中華人民共和国 | 練習機 | 15     |                    |
| FT-7        |      | 中華人民共和国 | 練習機 | 11     |                    |
| Yak-130     |      | ロシア連邦     | 練習機 | 13     |                    |

### 回転翼機
| 名称         | 画像 | 製造国         | 種別                 | 現用数 | 備考 |
| ------------ | ---- | -------------- | -------------------- | ------ | ---- |
| Mi-17/-171Sh |      | ソビエト連邦   | 輸送ヘリコプター     | 30     |      |
| AW139        |      | イタリア       | 捜索救難ヘリコプター | 4      |      |
| ベル 212     |      | アメリカ合衆国 | 汎用ヘリコプター     | 14     |      |
| ベル 206L    |      | アメリカ合衆国 | 練習ヘリコプター     | 6      |      |
| AW119KX      |      | イタリア       | 練習ヘリコプター     | 2      |      |